# ザ・にじゅうまる
『ザ・にじゅうまる』（ザ にじゅうまる)は、岡山放送(OHK)で放送されていた番宣番組である。

## 概要
岡山放送(OHK)の女性アナウンサーが本番組の放送当日またはその近日中にOHKで放送されるテレビ番組の紹介を行なった。また、OHK自身の番宣番組との性格上、10:55 - 11:00、 11:25 - 11:30、 17:55 - 18:00など朝・昼・夕方・深夜の時間帯を問わず、OHKでの5分間番組の放送枠の中でニュース番組が編成されていない放送枠の多くを使って本番組の放送が行なわれた。
番組の撮影は岡山県・香川県内の観光名所など両県内の様々な場所で行なわれた。また、撮影は1週ごとに異なる場所で行なわれ、番組は毎回、番宣用のVTR部分のみを差し替え、そのほかの撮影場所に関する紹介部分などの映像は毎月曜日を起点に金曜日まで同じものを流用した番組構成が採られた。

## 出演者
- 山本洋子 - 山本自身がOHK入社後に初めて出演した番組である[1]。
- 井ノ上美恵子
- 竹下美保
- 久保さち子
- ほかOHKの女性アナウンサー